# Nupchinche
Nupchinche (Noptinte), pleme američkih Indijanaca iz skupine Northern Valley Yokuts, porodice Mariposan, koji uz još nekoliko plemena pripadaju u Chauchile. Točna lokacija plemena nije poznata osim da su živjeli negdje u dolini rijeke San Joaquin u Kaliforniji. Arroyo de la Cuesta (u MS., B. A. E.) ih locira na misiji San Juan Bautista u okrugu San Benito. Ostali nazivi za njih su Nopthrinthres i Nopochinches.

## Vanjske poveznice
- Yokuts Indian Tribe
- History of San Juan Bautista Mission